# Mikkel Beck
Mikkel Venge Beck (Aarhus, 12 maggio 1973) è un ex calciatore e procuratore sportivo danese, di ruolo attaccante.
È il figlio di un ex calciatore danese, Carl Beck, che ha giocato per l'Aarhus tra la fine degli anni sessanta e gli inizi degli anni settanta.

## Carriera
Ha debuttato nel B 1909, e dopo un'unica stagione in Danimarca è passato al Fortuna Colonia, a vent'anni. Successivamente ad un infortunio alla schiena, che lo ha tenuto fuori da agosto 1994 a febbraio 1995, Beck ha segnato in ciascuna delle cinque partite dopo il suo recupero e ha ricevuto la prima convocazione nella Nazionale danese nel maggio 1995. Ha siglato tre reti nelle prime sei gare in Nazionale ed è stato incluso nella squadra che ha affrontato la spedizione per il campionato d'Europa 1996 in Inghilterra, dove ha giocato due partite. Dopo la conclusione del torneo, è stato acquistato dal Middlesbrough.
La sua prima stagione con il Boro, nel campionato 1996-1997, è coincisa con la retrocessione della squadra, nonostante il fatto che il club avesse raggiunto la finale di FA Cup. Beck è rimasto nella rosa ed ha lasciato il Middlesbrough nel marzo 1999, dopo 24 reti in 91 partite, venendo acquistato dal Derby County, in cambio di cinquecentomila sterline.
Qui non si è mai integrato perfettamente. Durante questa esperienza, ha giocato in prestito in alcuni club inglesi di serie inferiori, come il Nottingham Forest e i Queens Park Rangers. Ad aprile 2000, è stato prestato all'Aalborg, dove è rimasto fino alla fine del campionato danese.
Durante l'ultimo anno al Middlesbrough, Beck ha perso il posto nella Nazionale danese. Poi, con il ritorno in prestito all'Aalborg è stato richiamato nella sua rappresentativa, grazie alle 8 reti realizzate in 10 gare. Ha anche partecipato al campionato d'Europa 2000, dove ha giocato 2 partite. Al termine della manifestazione è passato al Lilla, ma anche qui ha avuto poca fortuna. È stato prestato nuovamente all'Aalborg, con la speranza di poter ottenere un posto per il campionato del mondo 2002. Durante le ultime gare del campionato si è infortunato e il commissario tecnico non lo ha convocato. Tornato in Francia per fine prestito, ha deciso di ritirarsi a causa di alcuni infortuni. A gennaio 2004 ha sostenuto un provino con il Crystal Palace, ma non lo ha superato per colpa dei suoi problemi fisici: ha deciso così di ritirarsi definitivamente.
È diventato, al termine della carriera da calciatore, un procuratore sportivo.